# Benjamin Henry Latrobe, II

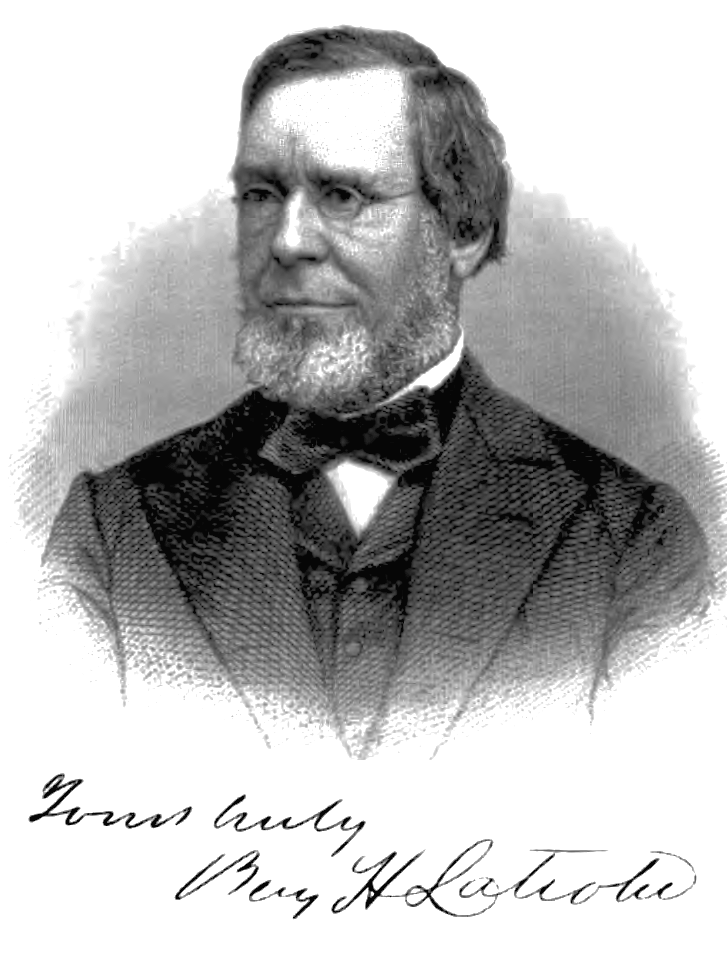
Benjamin Henry Latrobe, II

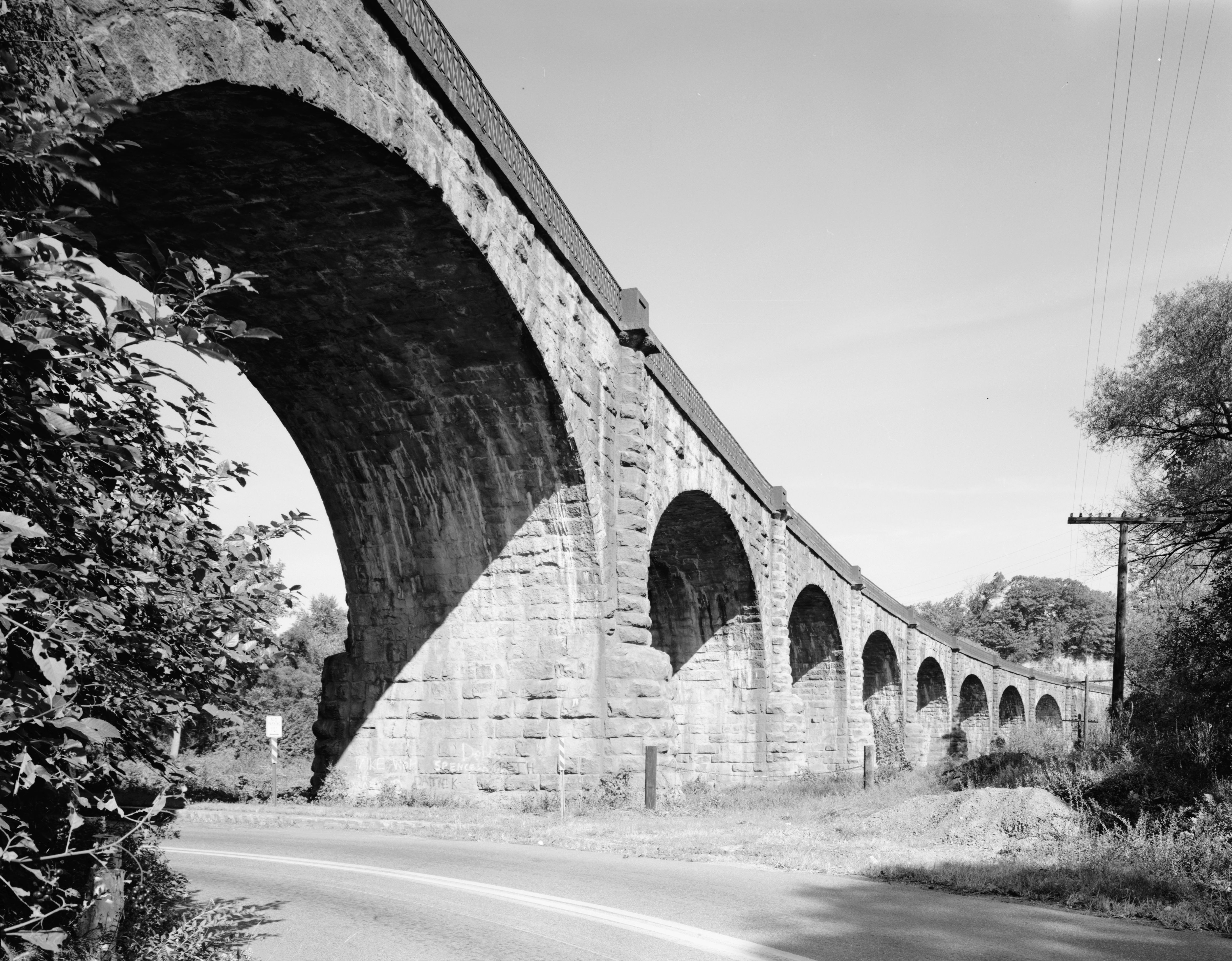
Thomas-Viadukt, 1970

Benjamin Henry Sellon Boneval Latrobe (Benjamin Henry Latrobe, II) (* 19. Dezember 1806 in Philadelphia, Pennsylvania; † 19. Oktober 1878 in Baltimore, Maryland) war ein US-amerikanischer Bauingenieur, der für den Bau von Eisenbahnbrücken bekannt ist.
Er war der Sohn von Benjamin Latrobe, dem Architekten des Kapitols und der Basilika Mariä Himmelfahrt. Der jüngere Latrobe wurde in Philadelphia geboren, ging in Baltimore zur Schule und später zur Georgetown University. Er heiratete am 12. März 1833 Maria Eleanor „Ellen“ Hazlehurst.

## Wirken
Um 1820 arbeitete Latrobe mit seinem Vater an der Wasserversorgung für New Orleans in Louisiana.
Zwischen 1833 und 1835, als er Assistenzingenieur der Baltimore and Ohio Railroad war, nahm sein Plan für den Thomas-Viadukt Gestalt an. Der Viadukt überspannt den Patapsco River zwischen Relay und Elkridge (Maryland). Schon früh wurde er als Latrobe’s Folly verspottet, weil viele bezweifelten, dass das massive Bauwerk sich selbst tragen konnte. Die Tatsache, dass es bis 2010 in Gebrauch blieb, wobei es viel schwerere Lasten trug als vorhergesehen war, beweist sein Geschick.
Unter den Bauprojekten, an denen Latrobe arbeitete, war auch der Hoosac-Tunnel in Massachusetts. Er war beratender Ingenieur für die Troy and Greenfield Railroad, diente 22 Jahre lang als Chefingenieur der Baltimore and Ohio Railroad, und wurde zum Präsidenten der B&O Pittsburgh-Connellsville Branch berufen.
Latrobe starb am 19. Oktober 1878 in Baltimore.